# جدعون ساعر
جدعون ساعر (بالعبرية: גדעון סער)، (ولد في 9 ديسمبر 1966)، هو سياسي إسرائيلي ينتمي لحزب الليكود اليميني، وعضو في الكنيست؛ شغل مناصب، عضو كنيست، وزير الداخلية ووزير التربية والتعليم في حكومات نتنياهو. حيث شَغِل منصب وزير العدل بين عامي 2021 و2022، وكان ساعر سابقًا عضوًا في الكنيست عن حزب الليكود بين عامي 2003 و2014، ونائبًا لرئيس الوزراء لفترة وجيزة في عام 2021، بالإضافة إلى توليه منصبي وزير التعليم (2009-2013) ووزير الداخلية (2013-2014). في عام 2019 عاد ساعر إلى الكنيست وخاض الانتخابات ضد الزعيم القديم بنيامين نتنياهو دون جدوى على زعامة الليكود؛ غادر الكنيست في العام التالي بعد تأسيس حزب جديد يسمى أمل جديد.
أعلن عن استقالته من منصب وزير الداخلية عام 2014، الا انه عاد إلى الحياة السياسية عام 2019، وانتُخب في المكان الرابع ضمن قائمة الليكود للانتخابات.
حاصل على لقب في العلوم السياسية، ولقب أول في الحقوق من جامعة تل أبيب.
انسحب من الحكومة الإسرائيلية في شهر مارس لعام 2024 بعد عدم ضمِّه لحكومة الطوارئ الإسرائيلية.

## السيرة الشخصية
وُلِد جدعون موشيه سيرشينسكي (لاحقًا ساعر) في تل أبيب، والدته بروريا يهودية مزراحية بخارية وهي الجيل السابع من عائلتها في إسرائيل. والده شموئيل يهودي أشكنازي ولد في أوكرانيا وانتقل إلى الأرجنتين عندما كان طفلاً قبل الهجرة إلى إسرائيل. لديه شقيقان، أخ وأخت. كان والده طبيبًا. نشأ ساعر في المقام الأول في تل أبيب، ولكن عندما كان طفلاً، عاش لعدة سنوات في متسبي رامون، حيث عمل والده كطبيب أطفال، وفي كيبوتس سديه بوكير، حيث كان طبيب الكيبوتس. في ذلك الوقت، كان سديه بوكر مقر إقامة رئيس الوزراء المؤسس لإسرائيل ديفيد بن غوريون. كان والده على اتصال دائم مع بن جوريون بصفته طبيب الكيبوتس، والتقى جدعون ساعر مع بن جوريون عدة مرات عندما كان يرافق والده في زياراته إلى منزله، وخلال هذه الزيارات كان بن جوريون يعطيه اختبارات جغرافية. بعد خدمته في الجيش الإسرائيلي كضابط صف استخبارات في لواء جولاني، درس ساعر العلوم السياسية في جامعة تل أبيب ثم ذهب لدراسة القانون في نفس المؤسسة.